# Мугнецян, Ваагн Мартинович
Ваагн Мартинович Мугнецян (род. 10 июля 1947, Кировакан, Армянская ССР) — писатель и поэт.

## Биография
Ваагн Мугнецян родился 10 июля 1947 года в городе Кировакан Армянской ССР (в настоящее время город Ванадзор Лорийской области Республики Армения). Окончив филологический факультет Ереванского государственного университета, Ваагн работал в различных издательствах и газетах. Таких как «Սովետական գրող» (Советский писатель), журнал «Норк» и другие. Работал на ответственных должностях. С 1988 г. по 1993 г являлся членом союза писателей Армении и секретарем правления. Перейдя на воинскую службу, работал в родном Кировакане, а с 2000 г. был назначен начальником Дома офицеров Республики Армения. Ваагн Мугнецян с 2001 г. работает редактором учебного пособия «Родина и служба». Некоторые из его произведений переведены на русский, украинский и словацкий языки.

## Избранные произведения
- Дорога в кольце (рассказы). Ереван, 1984
- Ализ (роман). Ереван, 1986
- Пришельцы (роман). Ереван, 1989
- Годы (стихи). Ереван, 1992
- Многодорожье (стихи). Ереван, 2003

## Премии
- 1997 — За весомый вклад в развитие армянской литературы
- 1995 — Первая премия Армянского общенационального образовательного и культурного союза
- 1986 — Премия имени Д. Демирчяна СПА за роман «Пришельцы»
- 1989 — Премия имени Д. Демирчяна СПА за роман «Ализ»
- 1986 — Серебряная медаль имени Ованеса Шираза